# Dusona iwatae
Dusona iwatae är en stekelart som beskrevs av Hinz 1994. Dusona iwatae ingår i släktet Dusona och familjen brokparasitsteklar. Inga underarter finns listade i Catalogue of Life.